# Aksion
Aksion (oznaka {\displaystyle A^{0}\,}) je domnevni delec, ki ga predvideva teorija Peccei-Quinn, da bi v kvantni kromodinamiki (QCD) rešila velik problem simetrije CP. Aksion je verjetno tudi sestavni del temne snovi v vesolju.

## Lastnosti aksiona
Aksion bi imel spin enak 0, tudi njegov naboj bi bil 0. Maso naj bi imel od 10−6 do 1 eV/c2. Razpadel naj bi na dva fotona ali pa se v njih spremenil v prisotnosti močnega magnetnega polja. Njegov interakcijski presek za močne in šibke interakcije bi bil zelo nizek. Zaradi tega z običajno snovjo izredno malo sodeluje. V modelih supersimetrije ima aksion skalarnega superpartnerja, ki je fermion. Superparner ima ime aksino, skalarni superpartner pa se imenuje saksion. Včasih saksion imenujejo tudi dilaton.
Teorije predvidevajo, da je večje število aksionov nastalo pri prapoku.